# Kalven (Lerbäcks socken, Närke, 653610-146263)
Kalven är en sjö i Askersunds kommun i Närke och ingår i Motala ströms huvudavrinningsområde.